# Oslany
Oslany jsou obec na Slovensku, v okrese Prievidza v Trenčínském kraji, na úpatí pohoří Vtáčnik. Žije v nich přibližně 2 400 obyvatel. První písemná zmínka o vesnici pochází z roku 1254. Do katastrálního území obce zasahuje část přírodní rezervace Buchlov. Ve vesnici se narodil biskup Eduard Nécsey (1892–1968) a zemřel v ní kněz a publicista Ján Slavoľub Badušek (1840–1867).